# Eliconide di Corinto
Eliconide (Tessalonica, ... – Corinto, ...; fl. III secolo) è venerata come santa e martire da tutte le Chiese cristiane che ammettono il culto dei santi.

## Agiografia
Di questa santa martire esiste una vita in greco, che non ha alcun valore storico. Essa "non e che una mediocre composizione retorica, piena di incongruenze e di luoghi comuni, e si rivela niente piu che uno dei soliti romanzi agiografici".
Originaria di Tessalonica, annunciò la fede cristiana a Corinto, durante le persecuzioni dell'imperatore Gordiano, a metà circa del III secolo. Arrestata, fu sottoposta dal governatore Perennio alle più atroci torture, dalla quale Eliconide uscì indenne grazie all'intervento divino. Anche il successore di Perennio, Giustino, si accanì sulla giovane, che fu sempre salvata da miracoli. Alla fine fu decapitata.
Secondo i Bollandisti, il suo martirio sarebbe avvenuto nel 244. Se ne ricava che l'imperatore menzionato nella vita sarebbe Gordiano III (238-244).

## Culto
Le fonti antiche ignorano la santità di Eliconide, che è menzionata nei sinassari moderni. Il Martirologio Romano la ricorda con queste parole:
(Martirologio Romano. Riformato a norma dei decreti del Concilio ecumenico Vaticano II e promulgato da papa Giovanni Paolo II, Città del Vaticano, 2004, p. 429)